# Franz Fukarek
Franz Fukarek (* 21. Januar 1926 in Rumburg, Tschechoslowakei; † 20. Mai 1996 in Greifswald) war ein deutscher Vegetationskundler und Hochschulprofessor.

## Jugend und Studium
Fukarek wuchs in der Tschechoslowakei und im Reichsgau Sudetenland auf, wo er auch die Schule besuchte. Im Mai 1944 wurde er zur Wehrmacht eingezogen, wurde verwundet und im April 1945 als Soldat entlassen. Als Deutscher wurde er aus dem Sudetenland vertrieben und kam im Juni 1945 nach Zittau, wo sein Vater verhaftet worden war und wenige Wochen später im Internierungslager Hirschfelde umkam.
Nach kurzen Aufenthalten in Gera und Hildburghausen wurde er, da er angab, studieren zu wollen, von den Behörden in Arensdorf bei Halle angesiedelt. Er ließ dorthin auch seine Mutter nachkommen und, da er nur die „Notreife für Einberufene“ hatte, ergriff die Möglichkeit, in den Franckeschen Stiftungen in Halle das Abitur nachzuholen. Nach vier Monaten Unterricht konnte er dort 1946 das Abitur ablegen.
Ab 1946 studierte Fukarek Geschichte, Geographie und Biologie an der Martin-Luther-Universität Halle-Wittenberg, mit dem Ziel des höheren Lehramtes. Bereits im 7. Semester bekam er eine (halbe) Stelle als Hilfsassistent bei Hermann Meusel, die er sich mit Siegfried Danert teilte. 1951 wurde er mit einer Dissertation über die Waldgesellschaften des Muschelkalkgebiets an der unteren Unstrut bei Hermann Meusel promoviert.

## Beruflicher Einstieg
Bei Meusel, der nach dem Krieg von Halle aus eine pflanzengeographische Kartierung des hercynischen Raumes wieder aufgenommen hatte, lernte Fukarek die Methoden und Probleme floristischer Kartierungen kennen und erhielt bald darauf von Werner Rothmaler ein Angebot auf eine Anstellung als Oberassistent an dessen Lehrstuhl an der Universität Greifswald, wo er ab 1953 beim Aufbau floristischer Kartierungen mitwirken sollte. Unter anderem bestand seine Aufgabe darin, eine ausreichende Zahl aktiver Kartierer zu gewinnen und regelmäßige Floristentreffen zu organisieren, die dann auch ab 1957 regelmäßig stattfanden. Daneben arbeitete Fukarek an der von Rothmaler in Ahrenshoop eingerichteten „Biologischen Station“, von wo aus er Flora und Vegetation des Fischlandes und des Darß mit dem Neudarß bearbeitete. Die Ergebnisse dieser Arbeiten, in der unter anderem auch pollenanalytische Methoden eingesetzt wurden, fasste Fukarek als Habilitationsschrift mit dem Titel Die Vegetation des Darß und ihre Geschichte zusammen. In dieser Arbeit hat Fukarek nicht nur die Vegetationseinheiten beschrieben, sondern auch historische Aspekte dieses Gebiets behandelt. So hat er unter anderem die schwedischen Matrikelkarten und Aufzeichnungsbücher von 1696 ausgewertet. Dabei handelt es sich um die Auswertungen der Vermessungen, die von den Schweden vorgenommen worden sind. Die Unterlagen bestehen aus 40 Ausrechnungs- und Annotationsbüchern und 40 Karten, die in ihrer hohen Qualität für diese Zeit in Europa einzigartig sind.
1960 wurde Fukarek zum Privatdozenten ernannt. 1963 erfolgte die Berufung zum Professor. 1969 erhielt er einen Ruf als Ordinarius.
Fukarek, der neben seiner Funktion als Professor ab 1972 Leiter des Botanischen Gartens der Universität Greifswald war, wurde 1991 emeritiert. Sein Nachfolger wurde Michael Succow, der bei Fukarek studiert hat und bei ihm promoviert worden war.
Fukarek hat neben zahlreichen Fachpublikationen zahlreiche Bücher zu Floristik und Ökologie der Pflanzen sowie zur Pflanzensoziologie für den interessierten Laien veröffentlicht.

## Probleme eines Forschers in der DDR
Nachdem Rothmaler 1962 verstorben war, wurde das von ihm bis dahin geleitete „Institut für Agrarbiologie“ aufgelöst und weitgehend dem Biologischen Institut der Universität angegliedert. Die Leitung der floristischen Kartierungszentrale der DDR ging in die Hände von Fukarek über, zudem wurde er Leiter der Abteilung Taxonomie und Vegetationskunde am Biologischen Institut. Allerdings wurde die Arbeit von Fukareks Abteilung durch die sogenannte dritte Hochschulreform 1969 stark zurückgeworfen, da diese „Reform“ zum Ziel hatte „die Ausbildung und die sozialistische Erziehung der Studenten zu verbessern, die marxistisch-leninistische Weiterbildung des Lehrkörpers neu zu gestalten und die Forschungskapazitäten auf strukturbestimmende Vorhaben zu konzentrieren“. Da diese Ziele aus Sicht der Politik nur mit strukturellen, das heißt vor allem personellen Änderungen zu erreichen waren, wurde außerdem bestimmt, dass „alle entscheidenden Leitungsfunktionen von erfahrenen Hochschullehrern ausgeübt werden, die aktiv an der sozialistischen Umgestaltung der Universität mitwirken“.
Da Fukarek diesem „Anforderungsprofil“ nicht gerecht wurde, bekam er die Aufgabe als Leiter der kleinen Arbeitsgruppe für Taxonomie und Vegetationskunde übertragen, wobei ihm nahegelegt wurde, die geobotanische Forschung einzustellen, da dieser biologische Wissenschaftszweig keinem „strukturbestimmenden Vorhaben“ zugeordnet werden konnte. Wegen fehlender Perspektive verließen mehrere Mitarbeiter Fukareks Arbeitsgruppe. Zudem wurde Fukarek die Möglichkeit genommen, Hilfsassistenten einzustellen oder Drittmittel zu beschaffen.
Trotz späterer selbstkritischer Anmerkungen der SED: „Die Veränderung des Leitungsprofils der Universität bewirkte eine Zunahme an unproduktiver Beschäftigung; die Prognosearbeit wurde überschätzt, wichtige Wissenschaftsgebiete waren unbedacht aufgegeben worden“, suchte Fukarek einen Weg aus den unhaltbaren Zuständen, und löste die „Arbeitsgemeinschaft mecklenburgischer Floristen“ aus der Abhängigkeit von der Universität heraus, um sie der „Biologischen Gesellschaft“ anzugliedern. Diese genoss als „gesellschaftliche Organisation“ eine gewisse Anerkennung innerhalb des „gesellschaftlichen Systems“. Die Situation der „Arbeitsgemeinschaft“ verbesserte sich weiter, als sie von Fukarek in den Kulturbund eingegliedert und dort der „Gesellschaft für Natur und Umwelt“ zugeordnet worden war. Mit besserem finanziellem und personellem (vor allem ehrenamtlichem) Einsatz konnten so in kurzer Zeit zahlreiche Gebiete der Bezirke Rostock, Schwerin und Brandenburg mit einer Größe von über 26.500 km² floristisch kartiert werden.

## Mitgliedschaften und Ehrungen
- Vorsitzender des Bezirksfachausschusses Botanik im Bezirk Rostock
- Mitglied des Bezirksvorstandes der Gesellschaft für Natur und Umwelt der DDR
- Verleihung der Johannes-R.-Becher-Medaille für außerordentliche Aktivitäten auf dem Gebiet des Natur- und Umweltschutzes
- Ehrennadel des Naturschutzes in Gold (1987)
- Ehrenmitglied der Floristisch-soziologischen Arbeitsgemeinschaft (1993)
- Benennung des Fukareksee am Darß zu Fukareks Ehren (in „Nationalpark Info“ Nr. 6; September 1996)[2]

## Schriften (Auswahl)
- Die Waldgesellschaften im Muschelkalk-Durchbruchsgebiet der untersten Unstrut. Halle/S. 1951.
- Die Vegetation des Darss und ihre Geschichte. G. Fischer, Jena 1961.
- Pflanzensoziologie. Akademie-Verlag, Berlin 1964.
- Termini phytosociologici linguis Germanica et Bohemica et Polonica expressi. G. Fischer, Jena 1964.
- Fitosocjologia. Państw. Wyd. rolnicze i leśne, Warszawa 1967.
- Pflanzenwelt der Erde. 1. Auflage. Urania-Verlag, Leipzig / Jena / Berlin 1979.
- Pflanzenwelt der Erde. 1. Auflage. Aulis-Verlag Deubner, Köln 1980.
- Exkursionsflora von Deutschland. Band 2: Gefässpflanzen. 10. Auflage. 1981.
- Rote Listen der in Mecklenburg-Vorpommern gefährdeten Pflanzen und Tiere / Rote Liste der gefährdeten höheren Pflanzen Mecklenburg-Vorpommerns. 4. Fassung, Stand: Oktober 1991.
- Urania-Pflanzenreich – Moose, Farne, Nacktsamer. 1. Auflage. Urania-Verlag, 1992, ISBN 3-332-00495-6.
- Urania-Pflanzenreich – Vegetation. 1. Auflage. Urania-Verlag, 1995, ISBN 3-332-00550-2.
- Urania-Pflanzenreich – Blütenpflanzen. 1. Band, Urania-Verlag, 2000, ISBN 3-332-01169-3.
- Urania-Pflanzenreich – Blütenpflanzen. 2. Band, Urania-Verlag, 2000, ISBN 3-332-01170-7.
- Die Farne. 2., unveränd. Auflage. Westarp-Wiss.-Verlag-Ges., Hohenwarsleben 2005, ISBN 3-89432-614-X.
- Flora von Mecklenburg-Vorpommern. Weissdorn-Verlag, Jena  2006, ISBN 3-936055-07-6.